# John Hayes (Politiker, 1868)

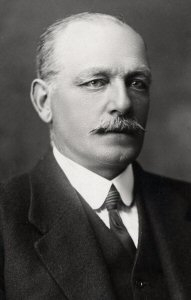
John Hayes

John Blyth Hayes CMG (* 21. April 1868 in Bridgewater, Tasmanien; † 12. Juli 1956 in Launceston, Tasmanien) war ein Politiker der Commonwealth Liberal Party (CLP), der Nationalist Party of Australia und zuletzt der Liberal Party of Australia, der zwischen 1922 und 1923 Premierminister von Tasmanien war. Danach war er von 1923 bis 1947 Mitglied des Australischen Senats und zwischen 1938 und 1941 dessen Präsident.

## Leben

### Abgeordneter und Minister
Hayes wurde am 23. Januar 1913 als Kandidat der Commonwealth Liberal Party im Wahlkreis Bass erstmals zum Mitglied des Repräsentantenhauses (Tasmanian House of Assembly), dem Unterhaus des tasmanischen Parlaments, gewählt und gehörte diesem bis zum 12. September 1923 an. 
Am 15. April 1916 wurde Hayes von Premierminister Walter Lee als Landwirtschaftsminister (Minister of Agriculture) erstmals in eine Regierung des Bundesstaates berufen und bekleidete dieses Amt bis zum 14. August 1923. Zugleich fungierte er zwischen dem 15. April 1916 bis zum 4. August 1919 auch als Minister für Ländereien und öffentliche Arbeiten (Minister for Lands and Works) und war nach einer Kabinettsumbildung vom 5. August 1919 bis zum 14. August 1923 dann Minister für öffentliche Arbeiten. Daneben bekleidete er vom 28. Juni 1922 bis zum 12. August 1922 das Amt des Bergbauministers (Minister for Mines).

### Parlamentswahlen 1922 und Premierminister Tasmaniens von 1922 bis 1923
Bei den Parlamentswahlen vom 10. Juni 1922 kam es zu massiven Stimmenverlusten auf Seiten von Lees Nationalist Party von 14,25 Prozentpunkten, so dass sie mit 27.816 Stimmen (40,96 Prozent) nur noch zwölf der 30 Sitze im House of Assembly bekam. Allerdings verlor auch die Australian Labor Party von Joseph Lyons 4,7 Prozentpunkte und erhielt bei 24.956 Stimmen (36,74 Prozent) ebenfalls zwölf Mandate. Eigentlicher Wahlsieger und aufgrund der Pattsituation Zünglein an der Waage war die 1920 neugegründete Country Party of Australia, die mit ihrem Spitzenkandidaten Ernest Blyth aus dem Stand 9498 Stimmen (13,98 Prozent) erhielt und fünf Abgeordnete stellte. 
Obwohl Lee ein Misstrauensvotum überstand, trat er am 12. August 1922 zurück. Blyth organisierte daraufhin ein Treffen zwischen der Nationalist Party sowie der Country Party, die dazu führte, dass John Hayesam 12. August 1922 neuer Premierminister wurde und zusammen mit der Country Party die erste Koalitionsregierung Tasmaniens bildete. In dieser Regierung bekleidete er auch weiterhin die Ämter als Landwirtschaftsminister und Minister für öffentliche Arbeiten.

### Mitglied und Präsident des Australischen Senats
Nach einjähriger Amtszeit trat Hayes am 14. August 1923 als Premierminister zurück, um am 12. September 1923 einen freigewordenen Sitz im Australischen Senat einzunehmen. Dem Senat gehörte Hayes, der seit 1919 Mitglied der Nationalist Party war, fast 24 Jahre lang bis zum 30. Juni 1947 an. Zuletzt war er Mitglied der 1945 gegründeten Liberal Party of Australia.
Als Nachfolger von Patrick Lynch wurde er am 1. Juli 1938 Präsident des Senats und übte dieses Amt drei Jahre lang bis zu seiner Ablösung durch James Cunningham am 30. Juni 1941 aus.
Für seine langjährigen politischen Verdienste wurde er Companion des Order of St. Michael and St. George (CMG)